# Quadrante (periodico)
Quadrante - Mensile di arte, lettere e vita è stata una rivista fondata nel 1933 da Massimo Bontempelli e Pietro Maria Bardi. Essa si pose sin dall'inizio come sostenitrice della necessità di una associazione tra spirito moderno innovatore e politica del regime fascista.
La rivista, pur occupandosi prevalentemente di architettura, era aperta a dibattiti letterari, artistici e musicali, ed ebbe un respiro internazionale e cosmopolita.
Cessò le pubblicazioni dopo il 29 settembre 1943.